# Adolphe Hamesse

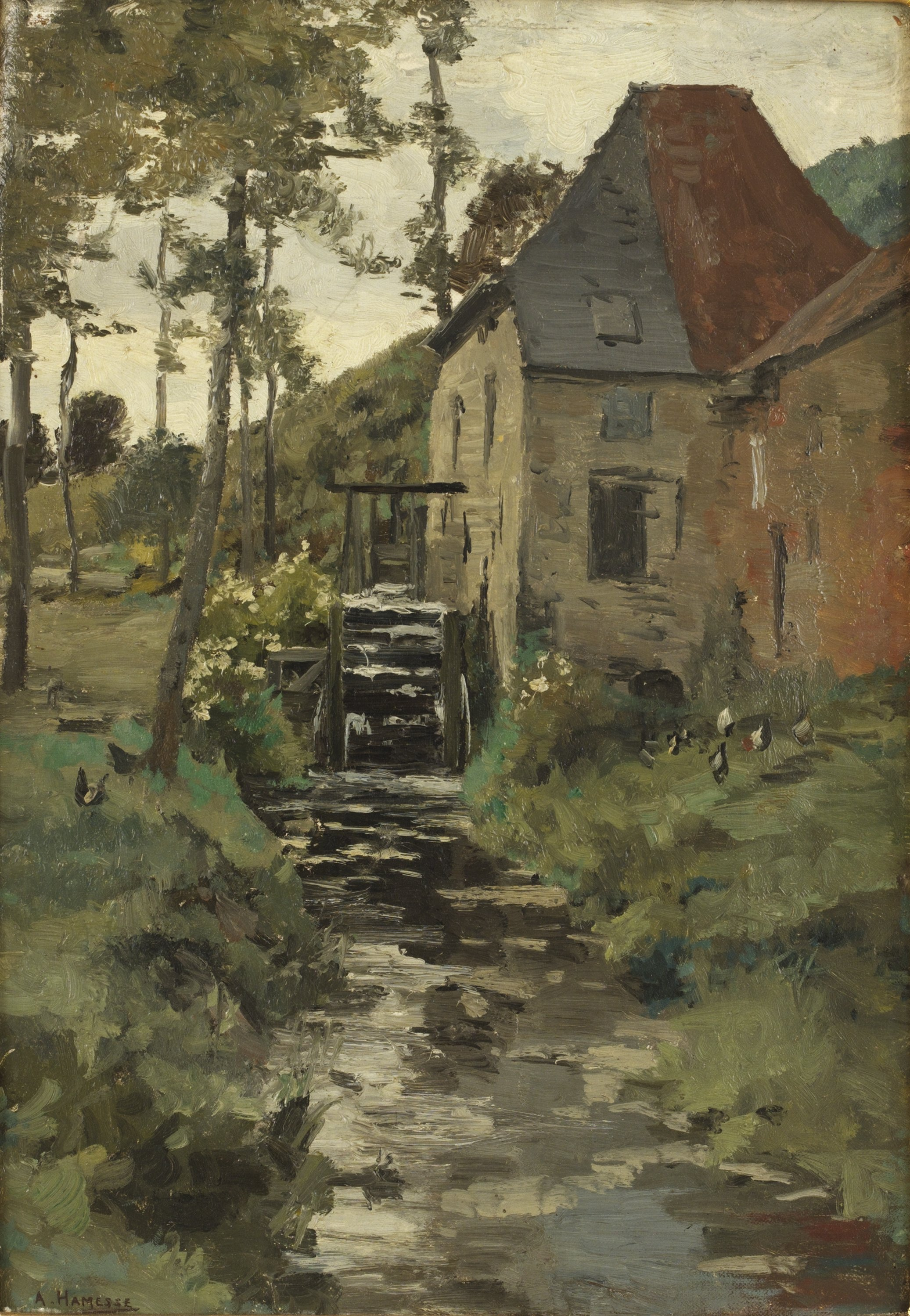
Die Mühle von Hoeylandt

Adolphe Jean Hamesse (* 26. Februar 1849 in Brüssel; † 1925 in Ixelles/Elsene) war ein belgischer Landschaftsmaler.
Hamesse studierte an der Académie royale des Beaux-Arts de Bruxelles bei Paul Lauters und privat bei Jean-Baptiste Meunier.
Hamesse stellte seine Werke ab 1876 auf der alle drei Jahre stattfindenden Kunstausstellung in Antwerpen aus. Er war 1875 gemeinsam mit Julien Dillens und Léon Herbo Gründungsmitglied von „L’Essor“ und 1892 Gründungsmitglied des Künstlerkreises „Pour l’Art“. Er war auch Zeicheninspektor für die Schulen von Ixelles/Elsene. Unter dem Einfluss von Hippolyte Boulenger war er in der zweiten Generation der Schule von Tervuren tätig, wo er die Waldgebiete nach Jahreszeiten malte. Er stellte auch in Brüssel und Gent aus.
Er war mit Marie (geborene Dandois, † 1893) verheiratet, das Paar hatte vier Kinder: Georges (* 1874), Paul (1877–1956, wurde Architekt), Léon (* 1883) und Hélène (* 1885).